# عدد پکله
عدد پکله (به انگلیسی: Péclet number) یک عدد بدون بعد است که در مطالعهٔ فرایندهای انتقال در شاره‌ها به کار می‌رود.
عدد پکله نشان‌دهندهٔ نسبت حرکت هدف‌مند (جهت‌دار) یک کمیت فیزیکی به حرکت کاتوره‌ای (واپخشی) آن در شاره است.
این عدد که با نماد Pe نمایش داده می‌شود، به افتخار فیزیک‌دان فرانسوی ژان کلود اوژن پیکله نامگذاری شده است.

## روابط
{\displaystyle \alpha \,} ضریب نفوذ گرمایی می‌باشد.
{\displaystyle \alpha \,} به صورت زیر تعریف می‌شود:
شکست در تجزیه (پاسخ نامعتبر MathML همراه SVG یا PNG جایگزین (توصیه شده برای مرورگرهای مدرن و ابزارهای کمکی) ("Math extension cannot connect to Restbase.") از سرور "http://localhost:6011/fa.wikipedia.org/v1/":): {\displaystyle \alpha = \frac{k}{\rho c_p}</ma در این رابطه ''k'' [[رسانندگی گرمایی|ضریب نفوذ رسانشی گرما]]، ρ [[چگالی]] , <math>c_p}
 ظرفیت گرمایی می‌باشد.